# Francisco de Vitoria
Francisco de Vitoria také Francisci de Victoria OP (kolem 1483, Burgos – 12. srpna 1546, Salamanca) byl španělský renesanční římskokatolický filosof, teolog a právník, zakladatel filosofické tradice, které se říká Salamancká škola. Je znám především svými příspěvky k teorii spravedlivé války a mezinárodního práva. Vytvořil pojem "světové republiky" (res publica totius orbis) a byl tak první, kdo uvažoval o "globální" politice. Někteří ho považují za „otce mezinárodního práva“.

## Život
Někteří z Franciscových předků konvertovali ze židovství ke katolicismu. Roku 1504 Francesco vstoupil do dominikánského řádu a vystudoval dominikánskou Kolej sv. Jakuba (College Saint-Jacques) v Paříži, kde potkal Erasma Rotterdamského, a pokračoval ve studiu teologie na Sorbonně od r. 1515 (pod vedením Pierre Crockaerta a Thomase Cajetana). V r. 1523 se vrátil do Španělska a učil v klášterní koleji svatého Řehoře ve Valladolidu. O tři roky později byl zvolen profesorem hlavní katedry teologie na Univerzitě v Salamance, kde přednášel scholastickou teologii a filosofii až do své smrti r. 1546.

## Myšlení
Francisco de Vitoria si získal velkou autoritu novým výkladem spisů Tomáše Akvinského a stal se tak předchůdcem takzvané "druhé scholastiky". Jeho učení se soustřeďovalo na otázky s bezprostředním a praktickým významem, zejména otázky morální a právní. Na žádost císaře Karla V. vypracoval soustavné pojednání o právních vztazích, které vznikly objevem "Indií", tj. dnešní Ameriky. Podle Francisca sám objev věci, která nikomu nepatřila, může zakládat vznik vlastnictví. Americké ostrovy a země však podle přirozeného práva patří domorodcům a nikdo nemá právo jim je brát. Španělé mají právo tam cestovat, obchodovat, kázat a vzdělávat – tak jako v evropských zemích – mohou pokřtěné domorodce bránit proti násilí, nemají však právo na majetek domorodců a nesmějí vůči nim užívat násilí, leda v sebeobraně. Tím prokázal společně s dalšími zástupci vysokého španělského kléru vysokou intelektuální a morální odvahu, neboť otázka práva okupace cizího území a dobyvatelských válek v Amerikách se stala předmětem dlouhých sporů teologů, právníků a intelektuálů, kteří byli ovlivněni humanismem Erasma Rotterdamského.

## Dílo

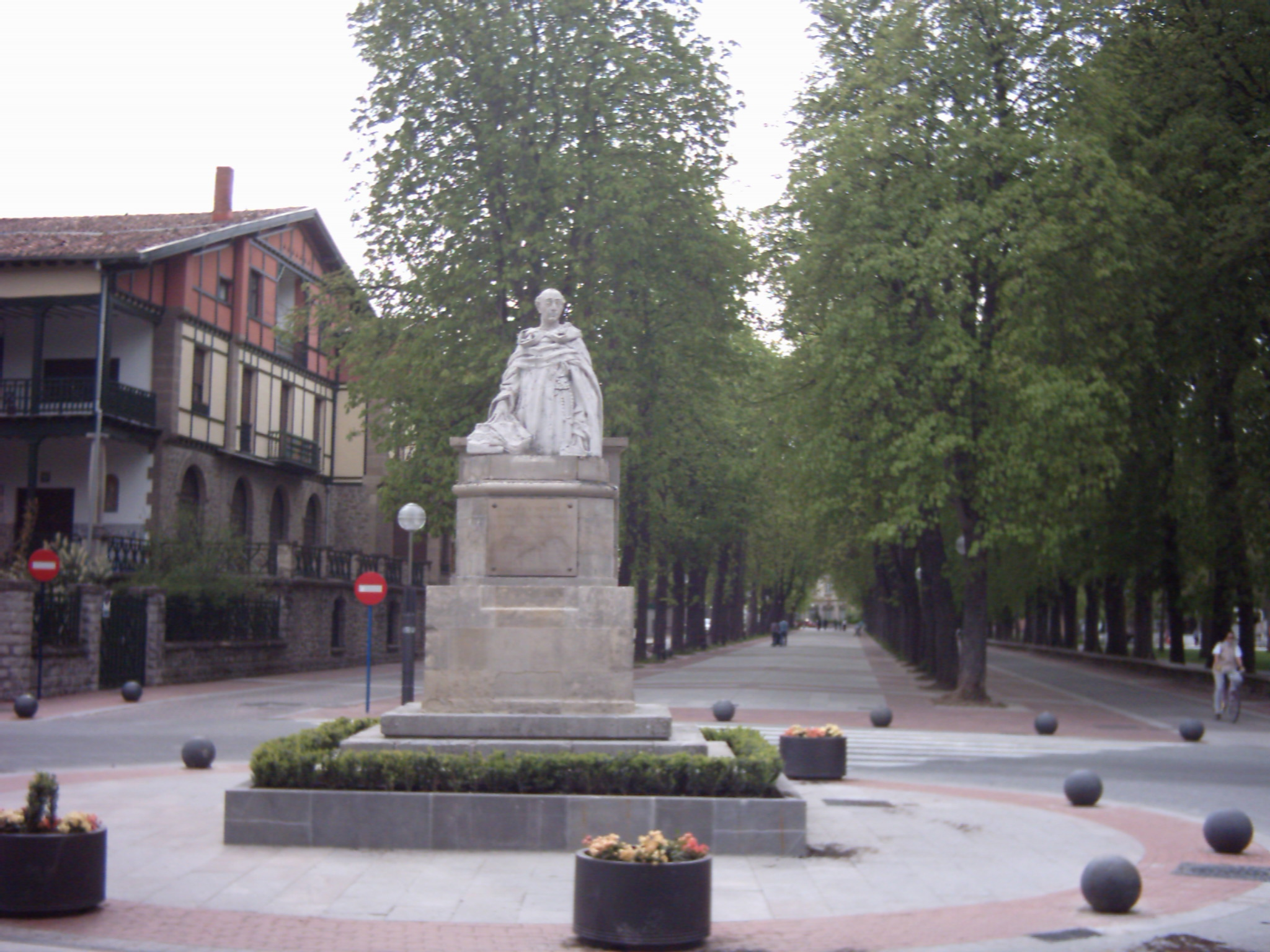
Socha Francisca de Vitoria ve Vitoria-Gasteiz

Francisco za svého života nic nepublikoval. Poznámky z jeho přednášek z let 1527-1540 byly zapsány studenty a vyšly po jeho smrti roku 1557 pod názvem Relectiones Theologicae (Teologické úvahy). Obsahují mimo jiné přednášky:
- De potestate civili (O světské moci), 1528
- De Homicidio (O vraždě), 1530
- De matrimonio (O manželství), 1531
- De potestate ecclesiae I et II (O moci církve I.-II.), 1532
- De Indis (O Indiích), 1532
- De Jure belli Hispanorum in barbaros (O válečném právu Španělů vůči barbarům), 1532
- De potestate papae et concilii (O moci papeže a koncilů), 1534

Anglický překlad některých částí Relectiones Theologicae z roku 1917 je dostupný na internetu:
- De Indis et De Jure Belli (O Indiích a o válečném právu)

Další výbor teologických přednášek vyšel jako:
- Summa sacramentorum Ecclesiae (Shrnutí svátostí církve), 1561